# Megalosaurinae
De Megalosaurinae zijn een groep vleesetende theropode dinosauriërs, behorend tot de Tetanurae.
In 1928 werd door baron Ferenc Nopcsa een onderfamilie Megalosaurinae benoemd als aanduiding voor een vrij grote groep van "primitieve" theropoden. In 1988 gebruikte Gregory S. Paul het begrip Megalosaurinae opnieuw, nu als aanduiding voor de directe verwanten van Megalosaurus.
In 2002 gaf Ronan Allain de eerste definitie als een klade: de groep bestaande uit alle Megalosauridae die nauwer verwant zijn aan Poekilopleuron dan aan Torvosaurus.
In 2004 gaf Thomas Holtz een tweede definitie: de groep bestaande uit Megalosaurus bucklandi en alles soorten nauwer verwant aan Megalosaurus dan aan Eustreptospondylus oxoniensis.
In 2012 gaven Mettahew Carrano e.a. een derde definitie: de groep bestaande uit alle Megalosauridae nauwer verwant aan Megalosaurus dan aan Afrovenator.
De groep bestaat uit middelgrote tot reusachtige roofsauriërs uit het middelste en late Jura van Noord-Amerika en Europa.